# PWS-26
PWS-26 là một loại máy bay huấn luyện nâng cao của Ba Lan, trang bị cho Không quân Ba Lan từ năm 1937, do hãng PWS (Podlaska Wytwórnia Samolotów – Nhà máy chế tạo máy bay Podlasie) chế tạo.

## Quốc gia sử dụng
Bulgaria
- Không quân Bulgary

 Germany
- Luftwaffe

 Ba Lan
- Không quân Ba Lan

 Romania
- Không quân Hoàng gia Romani

## Specification
Đặc điểm tổng quát
- Kíp lái: 2
- Chiều dài: 7,03 m ()
- Sải cánh: 9 m ()
- Chiều cao: 2,87 m ()
- Diện tích cánh: 25 m² ()
- Trọng lượng rỗng: 885 kg ()
- Trọng lượng có tải: 1170 kg ()
- Trọng tải có ích: 355 kg ()
- Trọng lượng cất cánh tối đa: 1240 kg ()
- Động cơ: 1 × Avia Wright Whirlwind J-5B, 240 hp ()

 Hiệu suất bay 
- Vận tốc cực đại: 201 km/h
- Vận tốc hành trình: 172 km/h
- Vận tốc tắt ngưỡng: <78 km/h ()
- Tầm bay: 460 km ()
- Trần bay: 4.200 m ()
- Vận tốc lên cao: 4,1 m/s ()
- Tải trên cánh: 48,4 kg/m² ()

Trang bị vũ khí

1 súng máy 7.92 mm, 2 quả bom 12 kg